# Petko Wałow
Petko Wałow (ur. 8 stycznia 1966 w Sofii) – bułgarski duchowny katolicki rytu bizantyjskiego. Biskup eparchii św. Jana XXIII w Sofii od 2024. 

## Życiorys
11 października 1997 otrzymał święcenia kapłańskie i został inkardynowany do egzarchatu apostolskiego Sofii. Od 1999 był proboszczem parafii w Nowym Dełczewie, pełnił jednocześnie funkcje m.in. kanclerza egzarchatu i eparchii oraz sekretarza generalnego Konferencji Episkopatu Bułgarii.
8 kwietnia 2024 papież Franciszek mianował go biskupem eparchii św. Jana XXIII w Sofii.
6 lipca 2024 otrzymał święcenia biskupie. Udzielił mu ich biskup Christo Projkow. 